# Chhatrapati

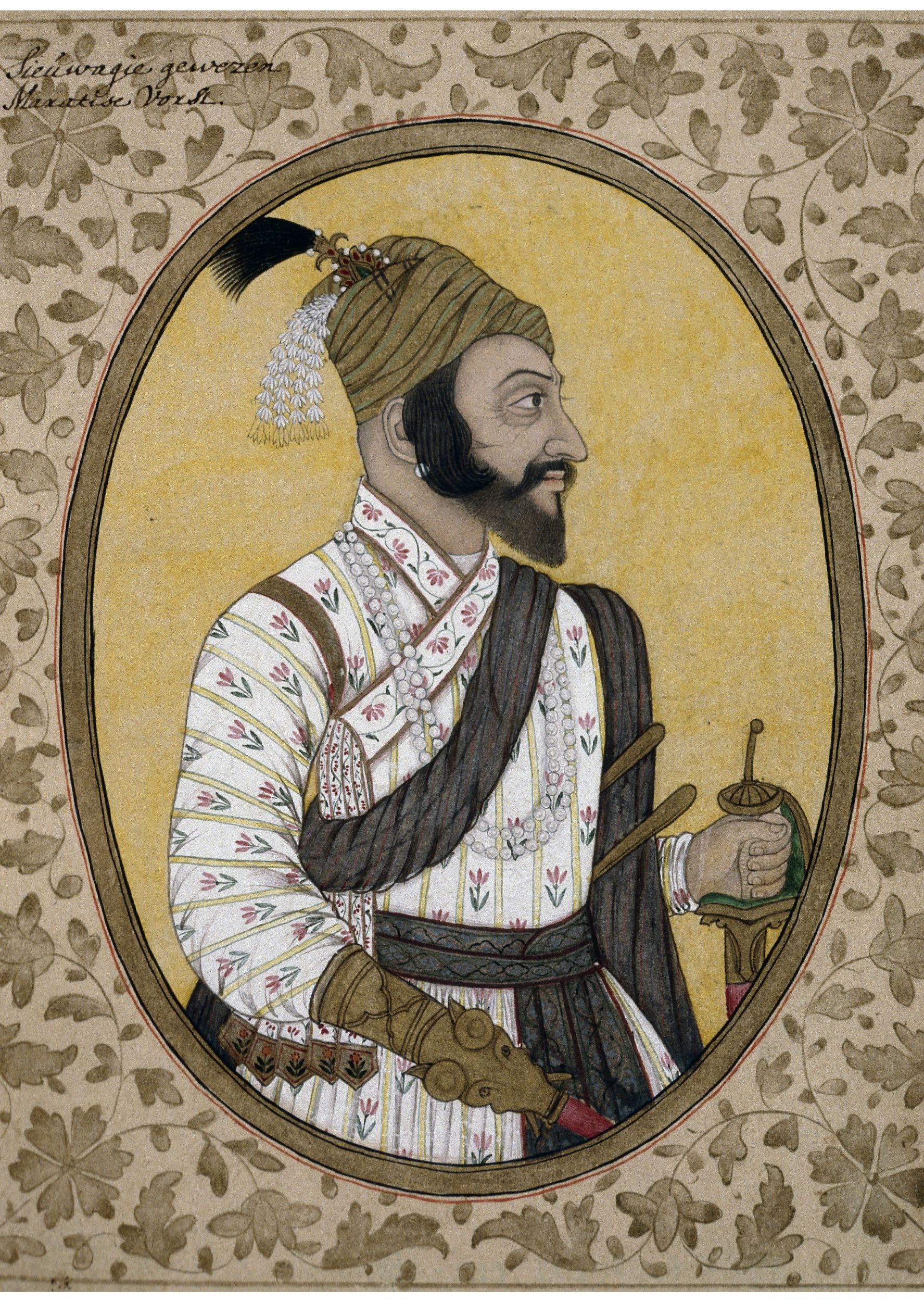
Chhatrapati Shivaji Bhonsle

Chhatrapati (Sanskrit chhatra = „Schirm“ und pati = „Herr“) war im 17. und 18. Jahrhundert ein Herrschertitel im mittelindischen Marathenreich. Der Titel war bis ins 19. Jahrhundert hinein in Gebrauch, hatte aber im Britischen Kolonialreich nur noch Honorarfunktion.

## Geschichte
Antike Träger des Titels Chhatrapati sind nicht bekannt, doch ist der Titel in alten Hindu-Texten überliefert. Im Jahr 1674 rief sich der Marathenführer Shivaji aus der Bhonsle-Familie  zum Chhatrapati aus. Seine Nachfolger führten den Titel weiter. Nach dem Tod des Großmoguls Aurangzeb (1707) spaltete sich das Marathenreich in zwei rivalisierende Linien auf – Chhatrapatis von Satara und Chhatrapatis von Kolhapur; beide Fraktionen führen den Titel rein formell bis auf den heutigen Tag weiter.